# Корисні копалини Ірландії
Ірландія володіє потужною мінерально-сировинною базою цинку, свинцю і срібла, які знаходяться переважно в рудах стратиформних родовищ, що локалізуються в карбонатних формаціях ранньокам'яновугільного періоду. Країна багата на торф. Є також барит, золото і срібло, в невеликій кількості — вугілля, природний газ, мідь, залізняк (табл. 1)
Таблиця 1. — Основні корисні копалини Ірландії станом на 1998—1999 рр.
| Корисні копалини               | Запаси       | Запаси   | Вміст корисного компоненту в рудах, % | Частка у світі, % |
| Корисні копалини               | Підтверджені | Загальні | Вміст корисного компоненту в рудах, % | Частка у світі, % |
| Барит, тис. т                  | 1000         | 1200     | 89 (BaSO4)                            | 0,3               |
| Золото, т                      | 5            | 18       | 9 г/т                                 |                   |
| Мідь, тис. т                   | 110          | 255      | 0,65                                  |                   |
| Природний горючий газ, млрд м3 | 20           |          |                                       |                   |
| Свинець, тис. т                | 1705         | 2555     | 2,1                                   | 1,4               |
| Срібло, т                      | 1000         | 1400     | 30 г/т                                | 0,2               |
| Вугілля, млн т                 | 29           | 92       |                                       |                   |
| Цинк, тис. т                   | 9027         | 12927    | 10,2                                  | 3,3               |

## Окремі види корисних копалин
Цинк. Основу мінерально-сировинної бази цинку Ірландії складають родовища, розташовані в центральній частині країни: Наван (Navan), Лішін (Lisheen), Сілвермайнс (Silvermines) і Галмой (Galmoy), загальні запаси яких складають бл. 9 % запасів цього металу в Європі і 1.6 % — у світі. Зруденіння — класичного стратиформного типу і приурочене до слабо дислокованих карбонатних відкладів ранньокам'яновугільного періоду.
Вугілля. Невеликі родов. кам. вугілля дислокуються у западинах верх. палеозою.
Мідь. В р-ні Авокі розташоване мідно-піритове родовище.
Фосфорити. У вапняках кам'яновугільного періоду залягають пластові фосфорити.